# Batalla de Junan
La batalla de Junan fue un enfrentamiento militar librado en 1221 o 1222, en el contexto de las invasiones mongolas de Georgia. Se enfrentaron las fuerzas del naciente Imperio mongol, al mando de los generales (noyan) Yebe y Subotai, con las del Reino de Georgia, encabezadas por el rey Jorge IV. Finalizó en una completa victoria de los mongoles. 

## Antecedentes
Existe cierta confusión sobre el curso de los acontecimientos durante esta campaña por las contradicciones entre las crónicas. Una crónica contemporánea afirmaba que hubo una primera incursión y al año siguiente otra. El historiador John Latham-Sprinkle intentó reconstruir los eventos cronológicamente.

### Llegada de los mongoles
Los ejércitos del Imperio mongol hicieron su primera aparición en el Reino de Georgia cuando aquel Estado estaba en pleno apogeo, dominando la mayor parte del Cáucaso. En el otoño de 1220, unos 20 000 mongoles al mando de los generales (noyan) Yebe y Subotai estaban persiguiendo al sah Mohamed II de Corasmia hasta el mar Caspio. Con el consentimiento del jagan Gengis Jan, los generales se dirigieron al oeste en una misión de reconocimiento. Los mongoles entraron por la actual Najicheván, expulsaron al atabeg Muzaffar al-Din Uzbek (gobernante ildegízida de lo que actualmente es Azerbaiyán) y avanzaron desde Ganja a Tabriz, instalándose en el valle de Mugán a finales de año.

### Primer encuentro
La primera batalla entre georgianos y mongoles pudo ocurrir en enero o febrero de 1221. Fue en el valle del río Kurá, al oeste de Tiflis, la capital georgiana, cerca de la ciudad. El catedrático Donald Rayfield afirmaba que el rey Jorge IV de Georgia reunió apresuradamente un ejército de 10 000 hombres, incluidos muchos cruzados georgianos comandados por él y su tutor (atabeg) Ivane Mjargrdzeli, y logró hacer retroceder a los invasores, pero fue vencido en la moderna Armenia mediante sucesivos contraataques mongoles.
En cambio, el historiador Richard Gabriel afirmaba que los mongoles ganaron. Los georgianos cargaron ferozmente contra el centro mongol, pero sus enemigos desplegaron grupos de arqueros a caballo ligeramente armados que descargaron sucesivas andanas de flechas sobre ellos. A pesar de las bajas, los georgianos siguieron su avance y empujaron a los mongoles a una llanura sin darse cuenta de que sus unidades se estaban distanciando entre sí. Entonces, la retaguardia mongola lanzó una lluvia de proyectiles sobre ellos y luego los atacaron por los flancos para rodearlos, los pocos caballeros georgianos que intentaron resistir en un camino a la capital fueron masacrados. El rey y unos pocos fieles lograron huir a Tiflis, donde esperaron por dos semanas un ataque que jamás se produjo.
La violencia que desataron los invasores impacto profundamente en los cristianos. Habían utilizado simbología cristiana en esta incursión, ganándose la confianza de armenios y georgianos para entrar en sus tierras antes de atacarlos, pues los símbolos de sus estandartes fueron confundidos por cruces. Los invasores marcharon al sur y atacaron Maraghan (o Margan). El 31 de marzo, utilizando a prisioneros musulmanes como escudos humanos, asaltaron sus defensas y masacraron a sus pobladores.

### Retorno de los mongoles
Los mongoles regresaron a Arrán y creyendo que se quedarían ahí hasta la primavera, los georgianos comenzaron a reunir un ejército, pidiendo ayuda al atabeg Muzaffar y a Malik Ashraf de Ahlat. La conquista del Cáucaso no era el objetivo de los noyan mongoles, pero la inteligencia mongola interceptó los planes de guerra de Georgia y sus vasallos, y los mongoles atacaron cuando menos se esperaba, en los pasos helados y nevados de enero de 1222. Además, Subotai y Yebe habían recibido refuerzos de Gengis Jan y reclutado mercenarios kurdos y turcomanos bajo el mando de Akush (Aqush), un subordinado desleal de Muzaffar de origen mameluco. Los invasores marcharon hacia Tiflis y en sus cercanías atacaron a una fuerza defensora. Los georgianos lograron derrotar a la vanguardia turcomana de Akush, pero fueron masacrados por la retaguardia mongola; sin embargo, Latham-Sprinkle sostiene que sólo hubo dos incursiones mongolas en Georgia y que la participación de Akush se dio en la primera, que comenzó entre diciembre de 1220 y enero de 1221.
En la primavera de 1221, tras devastar el sureste de Georgia, los mongoles se retiraron a Karabaj. Según Kirakos Gandzaketsi, Yebe y Subotai establecieron su base entre Barda y Beylagan, desde donde lanzaron distintos ataques contra Tabriz, cuyo gobernador Shams Tabrizi pagó una fortuna para que no destruyeran su ciudad. Durante el resto de la primavera y el verano los mongoles saquearon áreas de las actuales Irán e Irak. En agosto asediaron Hamadán y masacraron a sus habitantes, al mes siguiente volvieron a Mugán y atacaron Najicheván, Ardabil y Ganja. Extorsionaron a los habitantes de Tabriz y Ganja para que pagaran nuevos rescates, pero como los de Baylaqan se negaron, la ciudad fue saqueada en octubre o noviembre. A finales del otoño, cuando empezaban a caer las primeras nevadas, los invasores regresaron al este de Georgia.

## Fuerzas enfrentadas

### Georgianos
Según la crónica de Ali ibn al-Atir, esta vez Jorge IV y Mjargrdzeli reunieron una fuerza aún mayor, 30 000 georgianos y armenios, número aceptado por el historiador Frank McLynn. En cambio, en la obra de Rashid-al-Din Hamadani eran solamente 10 000. El historiador Henry George Raverty aceptaba este último cálculo, agregando que unos 2000 georgianos debían combatir como caballería. En una carta, el condestable Ivané prometía que los georgianos podrían enviar 40 000 guerreros para ayudar a los cruzados en el futuro, pero de momento estaban debilitados por los mongoles.
El cronista Esteban Orbeliano comentaba que algunas décadas antes, los georgianos habían sido capaces de movilizar hasta 60 000 hombres para una guerra. Otro cronista, Esteban Episkopos, afirmaba que efectivamente, eran 60 000 los georgianos y armenios que combatieron a los mongoles; otro cronista, Gregorio de Akner, también apoyaba esa cifra. Por último, el erudito sueco Carl Fredrick Sverdrup especuló que los georgianos sumaban 6000 hombres.
Respecto de la primera batalla, Atir afirmaba que eran 10 000 hombres reunidos apresuradamente. La anónima Crónica de los Cien Años los estimaba en 90 000 jinetes reunidos por el rey, el príncipe Ivané Zakaria y el noble Varam de Gag (o Vahram Gageli), más el posible apoyo de contingentes de Hamid al-Dawla, señor de Manasgom, y mercenarios alanos. En cambio, Gabriel afirmaba que en la primera batalla Jorge IV contaba con 70 000 hombres, todos a caballo, incluyendo 30 000 cumanos de su guardia personal.

### Mongoles
Minhaj-i Siraj Juzjani afirmaba en sus escritos que eran 60 000 mongoles al momento se separarse del jagán en Samarcanda y es muy aceptado que Yebe y Subotai recibieron refuerzos de su jagan y reclutaron a miles de kurdos y turcomanos. Sin embargo, Raverty esa cifra, considerando que esta expedición jamás pudo tener más de 30 000 mongoles al inicio y al momento de entrar al Cáucaso debían ser muchos menos, pues en los constantes asedios e incursiones sufrieron bajas. Similar opinión tenía el holandés Leo de Hartog, si se tiene en cuenta las bajas en los asedios anteriores y los inevitables recambios que vivió, probablemente jamás pasaron los 20 000. De hecho, la crónica de Bardanes de Arevel dio ese mismo número, al igual que McLynn. Una crónica georgiana anónima los reduce a 12 000 jinetes para enero de 1221 y supuestamente sólo tenían arcos y ninguna espada. Gabriel sostuvo que eran unos 25 000 a 30 000 al inicio de su expedición en el verano de 1220, los que se redujeron a menos de 20 000 después de haber cruzado el Cáucaso, y a pesar de reclutar mercenarios. Sverdrup redujo la cifra a 8000 mongoles en la batalla.

## Combate
Según Gabriel, esta batalla también se libró en el valle del Kurá. Yebe se ocultó con 5000 jinetes mientras Subotai avanzaba con el resto del ejército contra el enemigo. El terreno contaba con unas colinas al este con un relativamente estrecho paso donde Yebe y sus hombres se ocultaron. Según Gabriel, los georgianos debieron avanzar en una formación compacta para evitar perder el orden como en el anterior combate, mientras que Subotai ordenó a sus jinetes ligeros lanzar andanadas de flechas contra sus enemigos. Sin embargo, deliberadamente sus arqueros estaban fuera de alcance y sus proyectiles no hicieron daño, dando una falsa sensación de seguridad a los georgianos.
La táctica mongola consistió en atacar con su cuerpo principal y luego simular una retirada. Con la aparente dispersión de la carga enemiga, los jinetes pesados georgianos persiguieron a los mongoles hasta el río Kotman. En esos momentos, debieron quedar justo al oeste de la posición de Yebe, quien descendió con sus hombres para atacarlos por la retaguardia y rodearlos. Entonces los georgianos giraron para enfrentar la nueva amenaza, pero los jinetes de Subotai dejaron de retroceder y contraatacaron. El rey y Mjargrdzeli huyeron, dejando al príncipe Vahram Gageli para luchar en el flanco derecho.

## Consecuencias
Solo la guardia personal del monarca consiguió escapar, pero el resto del ejército fue aniquilado. Los pocos sobrevivientes se refugiaron en Tiflis. La campiña georgiana quedó sin protección y los mongoles saquearon todo lo que quisieron, pero como el terreno era estrecho y montañoso, no quisieron penetrar más en el país. Ali ibn al-Atir afirmaba que unos 30 000 georgianos murieron en la batalla. En cambio, la reina Rusudán de Georgia y su condestable Ivané de los zakáridas enviaron cartas pidiendo disculpas al papa Honorio III por no ayudarlo militarmente. En el documento de la reina se afirmaba que los georgianos habían perdido 6000 hombres, mientras que sus enemigos 25 000; en la carta del condestable se dan las mismas cifras. Sin embargo, historiadores modernos consideran los números de bajas mongolas son una exageración. Respecto de las bajas georgianas, es probable que se refieran a las de la primera batalla.
Jorge IV fue gravemente herido en el pecho y murió a causa de sus heridas el 18 de enero de 1223. Fue sucedido por su hermana Rusudán. Sin embargo, las incursiones posteriores se cancelaron cuando los exploradores mongoles descubrieron que los georgianos y los armenios estaban dispuestos a enfrentarlas. Yebe y Subotai decidieron continuar su marcha hacia el norte, cruzando el Cáucaso a inicios de 1222 e invadiendo Cumania. Según Gabriel, los georgianos habían perdido más de 100 000 hombres en su breve guerra con los mongoles, por lo que no pudieron ayudar en la Quinta Cruzada de la época como deseaban.
Fue la primera derrota de un ejército cristiano ante los mongoles.

### Primaria
Los libros son citados en números romanos y capítulos y párrafos en números arábigos. Entre paréntesis se usaron los apellidos de los editores o traductores de las ediciones usadas para indicar las páginas. 
- Ali ibn al-Atir. La historia completa. En Richards, D. S. (2016). The Chronicle of Ibn al-Athir for the Crusading Period from al-Kamil fi'I-Ta'rikh. The Years 589-629/1193-1231: The Ayyubids after Saladin and the Mongol Menace (en inglés) III. Londres: Routledge.
- Anónimo. La Crónica de Giorgi Lasha y su tiempo. En Abashidze, Medea (2014). «The Chronicle of Giorgi Lasha and His Time».  En Stephen Francis Jones; Roin Metreveli, ed. Kartlis Tskhovreba: The Georgian Chronicle (en inglés). Tiflis: Academic Publications. pp. 201-210. ISBN 978-9941-445-52-1.
- Anónimo. La Crónica de los Cien Años. En Gamkrelidze, Dimitri (2014). «The Hundred Years' Chronicle».  En Stephen Francis Jones; Roin Metreveli, ed. Kartlis Tskhovreba: The Georgian Chronicle (en inglés). Tiflis: Academic Publications. pp. 315-401. ISBN 978-9941-445-52-1.
- Ata-Malik Juvaini. Historia del conquistador del mundo. En Boyle, John Andrew (1958). The History of the World-Conqueror (en inglés) I. Cambridge: Harvard University Press.
- Bardanes de Arevel. Recopilación Histórica. En Bedrosian, Robert (2007). Vardan Arewelts'i's Compilation of History (en inglés). Long Branch: El traductor. Véase también en Emin, Mkrtich (1861). Всеобщая история Вардана Великого (en ruso). Moscú: Пер. Н. Эмина.
- Esteban Episkopos. Crónica. En Hakobyan, V. A. (1951). «ՍՏԵՓԱԱւա ԵՊԻՍԿՈՊՈՍԻ ՏԱՐԵԳՐՈԻԹՅՈԻՆԸ (XIII Գ.)». Manr zhamanakagrut'yunner XIII-XVII dd. (en armenio) I. Ereván: V. A. Hakobyan. pp. 32-64.
- Esteban Orbeliano. Historia de la provincia de Sisakán. En Bedrosian, Robert (2012). Step'annos Orbelean's History of the State of Sisakan (en inglés) 1. Long Island: El autor.
- Gregorio de Akner. Historia de la Nación de los Arqueros. En Patkánov, Kerope Petróvich (1871). История монголов инока Магакии, XIII века (en ruso). San Petersburgo: тип. Имп. Акад. наук.
- Kirakos Gandzaketsi. Historia de los armenios. En Bedrosian, Robert (1986). Kirakos Gandzakets'i's History of the Armenians (en inglés). Nueva York: El autor. Véase también en Attalus.
- Minhaj-i Siraj Juzjani. Una historia general de las dinastías mahometanas de Asia. En Raverty, H. G. (1970). Tabakat-I-Nasiri (en inglés) II. Nueva Delhi: Oriental Books Reprint Corporation.
- Rashid-al-Din Hamadani. Compendium de Crónicas. En Arends, Alfred Kárlovich (1946). Сборник летописей (Книга 2) I. Moscú: Institut vostokovedenii︠a︡ (Akademii︠a︡ nauk SSSR). Véase también en Thackston, Wheeler McIntosh (1998). Rashiddun Fazlullah's Jamiʻuʼt-tawarikh. Compendium of Chronicles: A History of the Mongols (en inglés) 1. Cambridge: Harvard University Press.

### Moderna
- Balayan, Vahram (2005). Artsakh History: From Time Immemorial Up to Our Days (en inglés). Ereván: Zangak-97. ISBN 9993020788.
- Basilevsky, Alexander (2016). Early Ukraine: A Military and Social History to the Mid-19th Century (en inglés). Jefferson: McFarland. ISBN 0786497149.
- Dashdondog, Bayarsaikhan (2010). The Mongols and the Armenians (1220-1335) (en inglés). Leiden: Brill. ISBN 9789004192119.
- De Hartog, Leo (2004). «The great raid». Genghis Khan. Conqueror of the World (en inglés). Londres: Tauris. pp. 116-123. ISBN 9781860649721.
- Gabriel, Richard A. (2006). Genghis Khan's Greatest General: Subotai the Valiant (en inglés). Norman: University of Oklahoma Press. ISBN 9780806137346.
- Hautala, Roman (2015). «Latin Sources’ Information about the Mongols Related to their Reconquest of Transcaucaisa». Zolotoordynskoe Obozrenie/Golden Horde Review (en inglés) III (3): 6-22.
- Jackson, Peter (2018). The Mongols and the West, 1221-1410 (en inglés) (2ª edición). Abingdon: Routledge. ISBN 978-1-138-84842-9.
- Latham-Sprinkle, John (2022). «The Mongol conquest of Caucasia».  En Timothy May; Michael Hope, ed. The Mongol World (en inglés). Nueva York: Routledge. pp. 213-226. ISBN 978-1-138-05667-1.
- Man, John (2010). Genghis Khan: Life, Death, and Resurrection (en inglés). Londres: Bantam. ISBN 9781409045441.
- McLynn, Frank (2015a). «The Great Raid». Genghis Khan: his conquests, his empire, his legacy (en inglés). Boston: Da Capo Press. pp. 319-345. ISBN 978-0-306-82395-4.
- McLynn, Frank (2015b). Genghis Khan: the man who conquered the world (en inglés). Londres: Bodley Head.
- Prawdin, Michael (1940). Mongol empire its rise and legacy (en inglés). Londres: George Allen and Unwin.
- Rayfield, Donald (2012). Edge of empires: a history of Georgia (en inglés). Londres: Reaktion Books. ISBN 9781789140590.
- Rodenberg, Carl; Pertz, Georg Heinrich (1883). Monumenta Germaniae historica. Epistolae saeculi XIII e regestis pontificum Romanorum selectae (en latín) I. Berlín: Weidmann.
- Sverdrup, Carl F. (2017). The Mongol Conquests: The Military Campaigns of Genghis Khan and Sübe'etei (en inglés). Amherst: Helion & Company. ISBN 978-1913336059.